# Омская стоянка
Омская стоянка — группа памятников культурно-археологического наследия, расположенная в Омске, в районе нынешнего профилактория «Восход» рядом с природным парком «Птичья гавань». Она включает в себя поселения, могильники, стоянки и мастерские, датируемые периодами от 6-го тысячелетия до н. э. до XIII века н. э. Научное исследование комплекса началось в 1927 году В. П. Левашовой и продолжается в настоящий момент Борисом Кониковым.
Историческая значимость Омской стоянки очень велика, она является исключительно содержательным источником информации об истории сибирского края. Во время раскопок было обнаружено более 2000 археологических памятников. Найденные экспонаты хранятся в Государственном историческом музее, а также в археологической коллекции Омского историко-краеведческого музея (более семи тысяч находок).

## История исследований
Стоянка была обнаружена в 1918 году врачом и зятем Марии Шаниной С. А. Ковлером. Первые раскопки проводились В. П. Левашовой, которая в 1926—1929 годах работала в Западносибирском краевом музее и вместе с Е. Липеровской в 1927 году начала исследовать Омскую стоянку. В 1945 здесь работал археолог и этнограф В. Н. Чернецов.
В 1988 году в районе Омской стоянки проводились строительные работы, и в ходе их под руководством Б. А. Коникова был обнаружен и частично исследован грунтовый могильник средне-каменного (мезолит) или начала ново-каменного (неолит) века (VI—V тысячелетия до н. э.), а также остатки полуземлянок.
Комплексное изучение памятника осуществляется под руководством профессора, кандидата исторических наук, советника генерального директора ОмПО «Радиозавод им. А. С. Попова» Бориса Коникова. С 2008 года омское производственное объединение «Радиозавод им. А. С. Попова» осуществляет охранные обязательства в отношении памятника.

## История
Первые поселенцы пришли в богатые рыбой и зверем омские земли в VI тысячелетии до н. э. и разместились в районе устья реки Замарайки, левого притока Иртыша. Они принадлежали к европеоидно-монголоидной расе и были высокого роста: мужчины — около 200 см, женщины — около 170 см. Они возвели полуземлянки, в которых жили, и могильник. Их мёртвые были захоронены на спине, вытянуто, головой к Иртышу и со скромным инвентарём для загробной жизни: каменными ножами и скребками; у одного мужчины было ожерелье из двух клыков росомахи. Пищу готовили на кострах, а из разных пород камня (как собранных здесь, так и привезённых с юга по Иртышу) изготавливали наконечники для стрел разных типов: на птицу, на пушного зверя или на крупных копытных вроде лосей, которых добывали ловушками-самострелами. Рыболовство было круглогодичным и с использованием разных приёмов, в том числе доживших до современности. Помимо этого, поселенцы собирали дикорастущие травы и ягоды.
В эпоху неолита здесь появилось новое население — активные охотники и рыболовы. Они обрабатывали каменные наконечники своих стрел техникой отжимной ретуши, из-за чего те казались отполированными. Также у них появилась и глиняная посуда, позволяющая приготавливать горячую пищу и тем значительно изменившая образ жизни. Горшки были украшены узорами из ямок и горизонтальных линий, отражая пока не расшифрованные верования поселенцев.
В бронзовом веке (II тысячелетие до н. э.) здесь жили представители развитой андроновской культуры — скотоводы, земледельцы, воины и торговцы, оставившие после себя множество бронзовых предметов. Поскольку в районе Омска нет сырья для изготовления бронзы, омские андроновцы покупали её в Южной Сибири и Казахстане, устанавливая торговые отношения с территориями, удалёнными на тысячи километров. Андроновцы занимали это место в течение нескольких веков.
В эпоху поздней бронзы (X—VIII веках до н. э.) на территории Омской стоянки поселились представители ирменской культуры. Эти люди разводили крупный и мелкий рогатый скот, лошадей, сеяли рожь и овёс. Также они обладали более развитой, чем у андроновцев, металлургией бронзы и оставили обширные коллекции художественной бронзы, теперь хранящейся во многих сибирских и европейских музеях. Кроме того, ирменцы основали городище Большой Лог в 12 км выше устья Оми в черте будущего Омска — большой посёлок, напоминающий город. Здесь также обнаружены самые ранние бронзовые удила — свидетельство того, как ирменцы освоили верховую езду на лошади. Это один из поворотных моментов в истории человечества, так как именно благодаря этому в раннем железном веке возникли первые кочевые империи, чьи потомки очень серьёзно повлияли на евразийскую историю.
Следующим народом, жившим на территории Омской стоянки, были кулайцы, пришедшие сюда с северо-запада, из Томско-Нарымского Приобья. Они создали здесь очаг высокой скотоводческо-рыболоведческо-охотничьей культуры, имели развитый эстетический вкус, который воплощался в глиняных горшках, украшенных очень разнообразным и гармоничным орнаментом, а также в многочисленных бронзовых изображениях животных и птиц, демонстрирующих сложное мировоззрение кулайцев. Этот народ проживал на омской земле несколько веков, однако в III—IV веках н. э. был вытеснен воинственными хуннами, пришедшими сюда из Забайкалья.
Недалеко от Омской стоянки расположены курганы, датированные XVI—XVII веками, которые, по всей вероятности, были оставлены барабинскими татарами.

## Палеогенетика
У образца NEO75 (ок. 5108 лет до н. э.) определили Y-хромосомнyю гаплогруппу Q1a2b-YP1669 и митохондриальную гаплогруппу T2d. У образца NEO78 (ок. 5003 лет до н. э.) из могильника Омская стоянка II определили Y-хромосомнyю гаплогруппу Q1a2b-YP1669 и митохондриальную гаплогруппу U4a1.